# Rima abrazada
El rima abrazada es una variedad en la disposición de la rima en estrofas de cuatro versos, en la que el primer verso rima con el cuarto, mientras que el segundo verso rima con el tercero. De esta manera, parece que los versos inicial y final abrazan al segundo y tercer verso. 

## Ejemplos
Los versos pueden ser  de arte menor (abba, cddc), por tanto reciben el nombre de redondilla, como vemos en el siguiente poema:

"Bien amar, leal servir,		a

cridar y decir mis penas,	b

es sembrar en las arenas	b

o en las ondas rescribir".	a

Juan Rodríguez del Padrón

También de arte mayor (ABBA, CDDC), por tanto el tipo de estrofa se denominaría Cuarteto

“Siguen el lento paso torvas fieras	A

de hirsuta piel en tintas salpicadas, 	B

osos rudos de clemátides nevadas, 	B

las de diente voraz rubias panteras”.	A

Salvador Rueda

Tú le diste esa ardiente simetría	A

de los labios, con braza de tu hondura, B

y en dos enormes cauces de negrura, 	B

simas de infinitud, luz de tu día. 	A

Dámaso Alonso

Desmayarse, atreverse, estar furioso,		A

áspero, tierno, liberal, esquivo,		B

alentado, mortal, difunto, vivo, 		B

leal, traidor, cobarde y animoso.		A

Carlos Cardona